# Helmut Quitzrau
Helmut Quitzrau, född 27 oktober 1899, död 1999 i Tyskland, var en tysk nazistisk politiker och Brigadeführer i Sturmabteilung (SA). Han var 1941–1942 generalkommissarie för Generalbezirk Kiew i Reichskommissariat Ukraine.

## Biografi
I augusti 1932 ägde flera attentat mot socialister och kommunister rum i Königsberg. Quitzrau var delaktig i flera av dessa.

### Operation Barbarossa
Den 22 juni 1941 inledde Tyskland Operation Barbarossa genom att anfalla sin tidigare bundsförvant Sovjetunionen. Den 20 oktober samma år utnämndes Quitzrau till generalkommissarie för Generalbezirk Kiew ("Generaldistrikt Kiev") i Rikskommissariatet Ukraina. Quitzrau var på denna post underordnad rikskommissarie Erich Koch. Quitzraus ämbetsområde innefattade tjugofem Kreisgebiete: Bila Zerkwa, Borispol, Chabnoje, Chorol, Gadjatsch, Iwankow, Karlowka, Kiew-Stadt, Kiew-Land, Kobeljaki, Korssun, Krementschug, Lochwiza, Lubny, Mirgorod, Oposchnia, Perejaslaw, Pirjatin, Poltawa, Smela, Solotonoscha, Swenigorodka, Taraschtscha, Uman och Wassilkow. I egenskap av generalkommissarie var Quitzrau ansvarig för förföljelsen av och massmordet på den judiska befolkningen i Generalbezirk Kiew.